# San Antonio las Palomas
San Antonio las Palomas är en ort i Mexiko.   Den ligger i kommunen Chilón och delstaten Chiapas, i den sydöstra delen av landet, 800 km öster om huvudstaden Mexico City. San Antonio las Palomas ligger 856 meter över havet och antalet invånare är 348.
Terrängen runt San Antonio las Palomas är varierad. San Antonio las Palomas ligger nere i en dal. Runt San Antonio las Palomas är det ganska tätbefolkat, med 54 invånare per kvadratkilometer. Närmaste större samhälle är Yajalón, 13,7 km nordväst om San Antonio las Palomas. I omgivningarna runt San Antonio las Palomas växer i huvudsak städsegrön lövskog.